# 菊勇
菊勇株式会社（きくいさみ）は、山形県酒田市に存在した酒造メーカー。代表する銘柄は菊勇・三十六人衆。
酒造りに使われる水は、月山からの赤川の伏流水で中硬水。工場内の自社井戸から供給されている。年間3000石を製造。蔵の最寄り駅は、JR東日本羽越線酒田駅から車で約15分。企業経営理念は、「正義・挑戦・和」

## 沿革
- 1897年（明治30年） 前身の菊勇酒造が創業。
- 1973年（昭和48年）10月 ほていや酒造店・舞鶴田中酒造店とともに3社4蔵が合併し「菊勇株式会社」として創業。
- 1991年（平成3年）- 1994年（平成6年） 全国新酒鑑評会『金賞』受賞「栄冠菊勇」
- 1998年（平成10年）- 2000年（平成12年） 全国新酒鑑評会『金賞』受賞「栄冠菊勇」
- 2003年（平成15年）- 2005年（平成17年） 全国新酒鑑評会『金賞』受賞「栄冠菊勇」
- 2024年9月2日（令和6年） 売上の減少により自己破産を申請[1]。負債額は約9700万円[2]。

## 受賞歴
全国新酒鑑評会
平成14酒造年 - 平成30酒造年
- 「菊勇」金賞受賞 - 平成30年受賞

## 三十六人衆とは
酒田は、戦国時代には自由都市で、36人の大商人が月番三人ずつ12ヶ月で町政や町の行事を担当し、最上義光の支配権を得た後もこの体制で統治が進んでいた。
寛永年間（1624年〜1644年）には、筆頭格の豪商・池田惣左衛門（屋号「鐙屋（あぶみや））は「北国一番の米の買い入れ、惣左衛門という名を知らざるはなし」（井原西鶴「日本永代蔵」）とも言われていた。
この36人のことを「三十六人衆」と呼び、元は滅亡した奥州藤原氏の家臣で、武士はニ君に仕えずという意識と誇りがあり、1622年（元和8年）に最上家に代わって酒井家が庄内藩主として来てからも町人自治組織が維持された。庄内藩も36人の野心の無い誇りと町民からの信頼を認め、名字・帯刀を許し、宅地に対して無税としている。このため、酒田には豊富な米を利用した酒造家が沢山存在していた。